# Amt Erwitte
Das Amt Erwitte war ein Amt im Kreis Lippstadt in Nordrhein-Westfalen, Deutschland. Im Rahmen der nordrhein-westfälischen Gebietsreform wurde das Amt zum 1. Januar 1975 aufgelöst. Sein Gebiet gehört heute zum Kreis Soest.

## Geschichte
Im Kreis Lippstadt wurden in den 1820er Jahren die historischen Schultheißenbezirke des ehemaligen Herzogtums Westfalen zu Bürgermeistereien zusammengefasst. Dabei entstand unter anderem die Bürgermeisterei Erwitte, anfänglich auch als Bürgermeisterei Westernkotten bezeichnet.
Im Rahmen der Einführung der Landgemeindeordnung für die Provinz Westfalen wurde 1843 aus der Bürgermeisterei Erwitte das Amt Erwitte gebildet. Es umfasste zunächst die Gemeinden Bökenförde, Dedinghausen, Eikeloh, Erwitte, Esbeck, Rixbeck, Stirpe, Völlinghausen, Weckinghausen und Westernkotten.
1845 gab das Amt Erwitte die Gemeinden Bökenförde, Dedinghausen, Esbeck und Rixbeck an das Amt Störmede ab. Gleichzeitig kamen die Gemeinden Benninghausen, Hellinghausen, Herringhausen und Overhagen aus dem aufgelösten Amt Horn neu zum Amt Erwitte.
1938 schließlich wechselten die acht Gemeinden Berenbrock, Böckum, Ebbinghausen, Horn-Millinghausen, Merklinghausen-Wiggeringhausen, Norddorf, Schallern und Schmerlecke aus dem Amt Anröchte ins Amt Erwitte.
Durch das Münster/Hamm-Gesetz wurde das Amt Erwitte zum 1. Januar 1975 aufgelöst. Sein Rechtsnachfolger ist die Stadt Erwitte im Kreis Soest. Benninghausen, Hellinghausen, Herringhausen und Overhagen kamen zu Stadt Lippstadt, alle übrigen Gemeinden zur Stadt Erwitte.

## Gemeinden (Stand 1974)

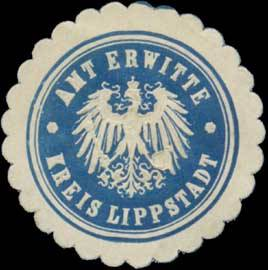
Siegelmarke Amt Erwitte

1. Bad Westernkotten
2. Benninghausen
3. Berenbrock
4. Böckum
5. Ebbinghausen
6. Eikeloh
7. Erwitte, seit 1936 Stadt
8. Hellinghausen
9. Herringhausen
10. Horn-Millinghausen
11. Merklinghausen-Wiggeringhausen
12. Norddorf
13. Overhagen
14. Schallern
15. Schmerlecke
16. Stirpe
17. Völlinghausen
18. Weckinghausen